# Vitebsk
Vitebsk hay Viciebsk (tiếng Belarus: Ві́цебск, Łacinka: Viciebsk, phát âm [ˈvʲitsʲepsk]; tiếng Nga: Витебск, phát âm [ˈvʲitʲɪpsk], tiếng Litva: Vitebskas) là một thành phố của Belarus. Theo thống kê năm 2004, Vitebsk có dân số 342.381 người và là thành phố đông dân thứ tư của Belarus.

## Địa lý

### Khí hậu
| Dữ liệu khí hậu của Vitebsk             | Dữ liệu khí hậu của Vitebsk | Dữ liệu khí hậu của Vitebsk | Dữ liệu khí hậu của Vitebsk | Dữ liệu khí hậu của Vitebsk | Dữ liệu khí hậu của Vitebsk | Dữ liệu khí hậu của Vitebsk | Dữ liệu khí hậu của Vitebsk | Dữ liệu khí hậu của Vitebsk | Dữ liệu khí hậu của Vitebsk | Dữ liệu khí hậu của Vitebsk | Dữ liệu khí hậu của Vitebsk | Dữ liệu khí hậu của Vitebsk | Dữ liệu khí hậu của Vitebsk |
| Tháng                                   | 1                           | 2                           | 3                           | 4                           | 5                           | 6                           | 7                           | 8                           | 9                           | 10                          | 11                          | 12                          | Năm                         |
| --------------------------------------- | --------------------------- | --------------------------- | --------------------------- | --------------------------- | --------------------------- | --------------------------- | --------------------------- | --------------------------- | --------------------------- | --------------------------- | --------------------------- | --------------------------- | --------------------------- |
| Cao kỉ lục °C (°F)                      | 10.4 (50.7)                 | 10.9 (51.6)                 | 19.1 (66.4)                 | 28.5 (83.3)                 | 32.5 (90.5)                 | 32.2 (90.0)                 | 34.7 (94.5)                 | 37.8 (100.0)                | 30.1 (86.2)                 | 24.6 (76.3)                 | 15.0 (59.0)                 | 10.7 (51.3)                 | 37.8 (100.0)                |
| Trung bình ngày tối đa °C (°F)          | −2.9 (26.8)                 | −2.6 (27.3)                 | 2.9 (37.2)                  | 11.6 (52.9)                 | 18.5 (65.3)                 | 21.4 (70.5)                 | 23.5 (74.3)                 | 22.2 (72.0)                 | 16.2 (61.2)                 | 9.5 (49.1)                  | 2.1 (35.8)                  | −2.0 (28.4)                 | 10.0 (50.0)                 |
| Trung bình ngày °C (°F)                 | −5.3 (22.5)                 | −5.5 (22.1)                 | −0.6 (30.9)                 | 6.8 (44.2)                  | 13.1 (55.6)                 | 16.4 (61.5)                 | 18.4 (65.1)                 | 17.0 (62.6)                 | 11.6 (52.9)                 | 6.1 (43.0)                  | −0.1 (31.8)                 | −4.2 (24.4)                 | 6.1 (43.0)                  |
| Tối thiểu trung bình ngày °C (°F)       | −7.7 (18.1)                 | −8.5 (16.7)                 | −3.9 (25.0)                 | 2.5 (36.5)                  | 7.9 (46.2)                  | 11.6 (52.9)                 | 13.6 (56.5)                 | 12.3 (54.1)                 | 7.7 (45.9)                  | 3.3 (37.9)                  | −2.1 (28.2)                 | −6.5 (20.3)                 | 2.5 (36.5)                  |
| Thấp kỉ lục °C (°F)                     | −36.1 (−33.0)               | −38.9 (−38.0)               | −27.8 (−18.0)               | −13.9 (7.0)                 | −4.0 (24.8)                 | −1.6 (29.1)                 | 4.0 (39.2)                  | 1.0 (33.8)                  | −4.0 (24.8)                 | −15.0 (5.0)                 | −24.0 (−11.2)               | −35.0 (−31.0)               | −38.9 (−38.0)               |
| Lượng Giáng thủy trung bình mm (inches) | 51 (2.0)                    | 45 (1.8)                    | 46 (1.8)                    | 36 (1.4)                    | 57 (2.2)                    | 86 (3.4)                    | 82 (3.2)                    | 83 (3.3)                    | 66 (2.6)                    | 62 (2.4)                    | 55 (2.2)                    | 55 (2.2)                    | 724 (28.5)                  |
| Số ngày mưa trung bình                  | 8                           | 6                           | 9                           | 13                          | 16                          | 17                          | 17                          | 14                          | 16                          | 17                          | 14                          | 10                          | 157                         |
| Số ngày tuyết rơi trung bình            | 23                          | 21                          | 14                          | 4                           | 0.3                         | 0                           | 0                           | 0                           | 0.2                         | 3                           | 13                          | 22                          | 101                         |
| Độ ẩm tương đối trung bình (%)          | 85                          | 81                          | 76                          | 67                          | 66                          | 72                          | 73                          | 75                          | 80                          | 83                          | 87                          | 87                          | 78                          |
| Nguồn: Pogoda.ru.net                    |                             |                             |                             |                             |                             |                             |                             |                             |                             |                             |                             |                             |                             |